# 哈布纳菲厄泽
哈布纳菲厄泽（發音：[ˈhapnarˌfjœrðʏr̥] ⓘ），正式名哈布纳菲厄泽集镇（發音：[ˈhapnarˌfjarðarˌkʰœypˌstaːðʏr̥]，是坐落于冰岛西南岸的一座港口城市，在雷克雅未克南方约十千米处。它是冰岛中人口第三多的城市，拥有25,434人口，次于雷克雅未克和科帕沃于尔。哈布纳菲厄泽在2008年2月29日人口达到了25,000人。
作为第三大的城市，哈布纳菲厄泽建立了冰岛的工业，为每年的节日开展了多样的城市活动。

## 活动
这个城市是每年维京节的举办地点，来自全世界的维京文化爱好者在那里重现维京人的服饰，手工艺，剑术等。有新纪元思维倾向的游客大多喜欢跟随向导去游览城区里“精灵”和其它“隐藏起来的人”的“栖息地”。哈布纳菲厄泽现在可以认为是冰岛的摇滚乐之都（此称号曾属于凯夫拉维克）。受欢迎的冰岛乐队如Botnleðja，Jet Black Joe，HAM，Sign，Úlpa，Lada Sport和Jakobínarína， 起源都可以追溯到哈布纳菲厄泽市。

## 本地工业
哈布纳菲厄泽仅两公里外就是一座铝精炼厂，由加拿大铝业集团经营。加拿大铝业集团申请了扩建此精炼厂，使它成为欧洲第四大的精炼厂。当地管理机构为此扩张已向加拿大铝业集团售出了土地，而加拿大铝业集团也收到了政府对扩建的许可，向精炼厂出售能量的协议亦已达成，尽管邻近区域是哈布纳菲厄泽周围唯一有可利用国内建筑区域的土地。哈布纳菲厄泽于2006年5月举行了地方选举，当地的人们投票赞成了未来2006年精炼厂的扩建。精炼厂原建于1969年，从那以后其一直在改进清洁程序，尤其对氟化物十分注意。但扩建所带来的对环境和当地居民影响对哈布纳菲厄泽的人们来说是一个重大的事情。

## 历史
| 1910 | 1,547  |
| 1920 | 2,366  |
| 1930 | 3,591  |
| 1940 | 3,686  |
| 1950 | 5,087  |
| 1960 | 7,160  |
| 1970 | 9,696  |
| 1980 | 12,205 |
| 1990 | 15,151 |
| 2000 | 19,640 |
| 2008 | 25,107 |

哈布纳菲厄泽因其优秀的自然港湾而命名（意思是“港湾峡湾”）。城市最处于中世纪的《定居记》一书中被命名，最早到达哈布纳菲厄泽的航程报告始于14世纪末。英国人在15世纪开始在哈布纳菲厄泽进行交易，但德国商人尾随着他们船的尾波到达，并最终逐出了英国人。在那之后，汉萨商人在1602年之前一直在城市中占上风，并在Hvaleyri建立了基地。在此基础上，丹麦王室在冰岛建立了丹麦的贸易垄断，持续到18世纪晚期。在此期间，哈布纳菲厄泽曾是全国最繁忙的贸易中心。
在1793年，Bjarni Sívertsen在此定居，他建设运营了主要的商业捕鱼活动，在当地商业和世界贸易中逐渐有影响力。 他的事业和首创精神标志着城市中令人钦佩的商业活动的开端。 从那时起他就被称为“哈布纳菲厄泽之父”，绰号叫做“Bjarni先生”。1870年左右，冰岛的捕鱼发生了戏剧性的改变：居民纷纷随冰岛的大趋势使用甲板艇来代替划艇。这致使了更多的就业和更快速的发展，因此哈布纳菲厄泽在1908年获得了官方市级地位。
在第二次世界大战后，更先进的拖网渔船和众多的机动轮船加入了船队。该市的第一艘尾拖网渔船出现于1973。如今，哈布纳菲厄泽国家最大的钓鱼中心之一，和冰岛首个鱼批发者拍卖市场的地点。尽管货物运输最近已成为了海港处的主要活动，但经过这些年，哈布纳菲厄泽的地方经济已紧紧和捕鱼联系在了一起。现在，该镇已成为冰岛第二大的进口和出口港。

## 文化節日
每年五月都有一個名叫光明日的節日，当地会举办光明日活动。活动中包括欣賞一些简短的电影和音乐会，结束的那天通常会纪念冰岛的水手。
而當正值每年夏至，在哈布纳菲厄泽都会举办一次慶祝维京节的活動。該节日是由一家当地的酒吧兼餐馆Fjörukráin發明，並留傳至今。

## 精灵
哈布纳菲厄泽作为冰岛最受欢迎的精灵的居住地之一而闻名。此城建于熔岩之上，环绕巨石，人们相信这就是精灵的家。一个流行的神话告诉人们，要破坏这些家园十分困难，甚至几乎不可能。人们可以环绕哈布纳菲厄泽旅行，访问最受欢迎的“精灵之家”，尽管相信精灵存在的人数近年来有所下降，但这些一直都在冰岛人和游客之间十分流行。

## 游泳池
尽管人口较少，哈布纳菲厄泽仍有三个游泳池。由于地热能源，这在冰岛城市中很普遍。

## 姐妹城市
| - 瑞典乌普萨拉 - 爱沙尼亚塔尔图 |

## 运动
当地足球队哈布纳菲厄泽体操俱乐部连续三个赛季在冰岛足球超级联赛获胜（2004-2005-2006-2008）。手球俱乐部Haukar Hafnarfjordur在2007/08年冰岛手球联赛中获胜，并参加了2008/09赛季的欧洲手球冠军联赛。

## 著名人物
此地是当前Magnús Ver Magnússon的居住地。独立乐队Jakobínarína来自这里。此外，还是演员斯特凡·卡爾·斯蒂芬森的故乡，他最著名的是饰演的角色，系列儿童电视节目LazyTown中的Robbie Rotten。
哈布纳菲厄泽是还著名的冰岛歌手Björgvin Halldórsson的家乡，演员Stefán Karl Stefánsson和抽象艺术家Guðmundur Karl和Patrick Karl的故乡。

## 杂项
虽然该城市被记载于定居记一书中，但哈布纳菲厄泽在大约1400年时才首次被提到。冰岛的第一座信义宗教堂建于1533年，在Háigrand，即Óseyri对面，小船港外。优良的海港条件使哈布纳菲厄泽在早期成为了一个受欢迎的商业港湾，在15世纪和16世纪商业垄断的初期，它是德国商人的主要的海港。首条联通雷克雅未克和哈布纳菲厄泽之间的公路于1898年建成。
冰岛首个水文发电厂于1904年在哈布纳菲厄泽建成。冰岛首个拖网渔船Coot，在1905年至1908年被部署在哈布纳菲厄泽。其kettle坐落在Reykjavíkurvegur，Strandgata和Vesturgata交叉处的环形交叉口。首任市长是Páll Einarsson。后来他成为了雷克雅未克的市长。一个大型商业轮船的海港于1912年建成。